# آنتونی رابینز
تونی رابینز (به انگلیسی: Tony Robbins) با نام کامل آنتونی رابینز (به انگلیسی: Anthony Robbins) نویسنده، سخنران، مربی و بازیگر آمریکایی است. وی ۲۹ فوریه ۱۹۶۰در شمال هالیوود در کالیفرنیا به دنیا آمد. شهرت عمده او در ایران به خاطر سلسله کتاب‌هایش در مورد موفقیت می‌باشد، کتابهایی چون قدرت نامحدود در سال ۱۹۸۷ و به سوی کامیابی در سال ۱۹۹۴. رابینز یکی از مشهورترین نویسندگان و سخنرانان انگیزشی در جهان است. هر چند که خود اصرار دارد به جای سخنران انگیزشی، مربی منتهای کارایی نامیده‌شود. او در مدت کوتاهی به بیشترین آرزوها و رویاهای جوانی خود جامه عمل پوشانید و توانست درآمد سالیانه خود را از ۳۸ هزار دلار به بیش از یک میلیون دلار افزایش دهد.

## زندگی
آنتونی رابینز در ۲۹ فوریه ۱۹۶۰ در خانواده‌ای نسبتاً فقیر به دنیا آمد. پس از گرفتن دیپلم متوسطه به کارهای گوناگون روی آورد، اما توفیق چندانی نیافت. در سن ۲۲ سالگی در آپارتمان ۴۰ متری محقری، زندگی مجرد فقیرانه‌ای داشت و به گفتهٔ خودش، ناچار بود ظرف‌های غذای خود را در وان حمام بشوید. گذشته از گرفتاری‌های مالی، بر اثر پرخوری و بدخوراکی، بیش از یکصد و بیست کیلوگرم وزن داشت، و به علت چاقی، دچار تنبلی، بی‌حالی و خواب‌آلودگی شده‌بود. اما در عین فقر و فلاکت، رؤیاها و آرزوهای جاه‌طلبانه‌ای داشت، و در عالم خیال، خود را در قصر زیبایی در ساحل دریا و نزدیک جنگل سرسبزی مجسم می‌ساخت و برای خود همسری شایسته، اتومبیل گران‌قیمت و امکاناتی رؤیایی در نظر می‌گرفت.
سرانجام مصمم شد که با چاقی خود، مبارزه کند و برای رسیدن به این هدف به مطالعهٔ چند کتاب پرداخت. اما مطالب آنها را ضد و نقیض یافت و آنها را دور انداخت. پس از آن، برای کاهش وزن خود، راهی دیگر جست. به فکر افتاد فردی را که از هر جهت سالم و دارای تناسب اندام باشد، پیدا کند و افکار، اعتقادات، و نحوهٔ تغذیه او را سرمشق خود قرار دهد. این شیوه، مؤثر واقع شد و توانست در کمتر از دو ماه، بدون استفاده از رژیم غذایی و عمدتاً با شیوه‌های روانشناسی و کنترل فکر و ذهن، حدود پانزده کیلوگرم از وزن خود را کم کند، و با توجه به قامت بلندش که حدود دو متر بود، تناسب اندام خود را بدست آورد.
عمدهٔ شهرت رابینز به خاطر سلسله کتاب‌هایش در زمینه موفقیت است. او یکی از موفق‌ترین افراد ایالات متحده در زمینه بهبود عملکرد دیگران است. وی بنیانگذار و رئیس هیئت مدیره بنیاد آنتونی رابینز است که به منظور کمک به افراد برای رسیدن به موفقیت‌های فردی و حرفه‌ای تأسیس شده‌است. رابینز برای بهبود عملکرد کارکنان، با سازمانهایی از قبیل ای‌تی اند تی، آی‌بی‌ام، آمریکن اکسپرس، Mac Daglas و ارتش ایالات متحده آمریکا و همچنین تیم‌های ورزشی لس آنجلس و قهرمانان مدال طلای المپیک همکاری داشته‌است. وی همچنین مورد مشاوره بسیاری از چهره‌های معروف جهانی بوده و در مورد بازسازی شهر شفیلد که چهارمین شهر بزرگ انگلستان است، طرف مشورت بوده‌است.
به گفتهٔ خودش در صدد است تا با کمک به افراد، جهان را به جای بهتری برای زیستن تبدیل نماید. رابینز در سال ۱۹۹۱ بنیادی غیرانتفاعی را به‌وجود آورد که هدف آن، کمک به کودکان عقب مانده، افراد بی‌خانمان، سالمندان و زندانیان است. او از روش‌های گوناگونی برای بالا بردن سطح زندگی خود و دیگران استفاده می‌نماید. او بر این اعتقاد است که فرایند تفکر و ارزیابی، چیزی جز پرسش و پاسخ درونی نمی‌باشد و نحوه تفکر و ارزیابی ما (که خود ارزیابی هم به عوامل گوناگون و موقعیت آن بستگی دارد)، احساس ما را شکل می‌دهد و با توجه به اینکه یک شخص هر چقدر هم که عاقل و بالغ باشد، بر مبنای احساسات خود و نه بر اساس فکر خود عمل می‌کند، پس نوع احساس ما در هر لحظه، رفتار ما را شکل داده و این رفتارها و عادت‌هایی که شاید در بسیاری از مواقع، متوجه میزان بازدارندگی آنها نمی‌شویم و سرانجام سرنوشت ما را رقم می‌زنند.در حالت کلی او فردی بسیار خرافاتی بود

## آثار
کتاب‌های قدرت نامحدود «،» رهاسازی قدرت درون، ۳۶۵ گام تا موفقیت و به سوی کامیابی از نوشته‌های رابینز هستند. از کتاب‌های دیگر تونی رابینز می‌توان به:
1. مهارت در بازی زندگی
2. افکار بزرگ
3. گام‌های بلند: تغییراتی کوچک، نتایجی بزرگ
4. قدرت شگرف بودن
5. قدرت نامحدود
6. تکنیک‌های ساده برای کنترل زندگی

و … اشاره کرد.

## خیریه
بنیاد آنتونی رابینز در سال ۱۹۹۱، جی رابینز بنیاد آنتونی رابینز را تأسیس کرد. این مؤسسه خیریه به افراد و سازمان‌ها کمک می‌کند که کیفیت زندگی جوانان، بی خانمانان، گرسنگان، زندانیان، سالمندان و معلولان را بهبود بخشند. برنامه Basket Brigade, یکی از برنامه‌های بنیاد است که در آن گروه‌هایی از داوطلبان را در سراسر جهان جمع‌آوری می‌کند تا سبدهای غذایی و اقلام خانگی را برای خانواده‌های نیازمند جمع‌آوری و عرضه نمایند.